# Фускум-торф
Фускум-торф (англ. fuscum peat, нім. Fuskumtorf m) — вид торфу верхового, що містить серед
рослинних решток без урахування гумусу не менше 70 % оліготрофних мохів (перев. Sphagnum fuscum), до 20 %
трав'янистих і до 10 % деревних рослин і вересових кущів. Ступінь розкладання Ф.-т. 5-25 %, вологість 90-93 %, зольність 2,5 %. Розробляється фрезерним способом.

## Інші різновиди торфу
| - Фускум-торф - Фрезерний торф - Магелланікум-торф - торф вербовий - торф верховий - торф гіпновий | - торф деревний - торф деревно-моховий - торф деревно-трав'яний - торф мезотрофний - торф моховий - торф низинний - торф перехідний | - торф похований - торф сфагновий - торф трав'яний - торф тростинний - торф хвощевий - торф шейхцерієвий - торф ялинковий |